# Робасомеро
Робасомѐро (на италиански: Robassomero; на пиемонтски: Robassomé, Робасоме) е малък град и община в Метрополен град Торино, регион Пиемонт, Северна Италия. Разположен е на 360 m надморска височина. Към 1 януари 2020 г. населението на общината е 3031 души, от които 99 са чужди граждани.